# Szunna
A szunna (arab: سُنَّة, szunnah, t.sz.: سُنَن szunan) az iszlámban a szokáson alapuló gyakorlat, amely vonatkozhat jó és rossz múltbeli példákra is. Az iszlám előtti időszakban a "szunna" szót használták a "cselekvés módjára", akár jó volt, akár rossz. Ma leginkább Mohamed próféta és társai (szahába) életútjára és életmódjára, szavaikra és tetteikre utal.
A Korán és a szunna alkotják az iszlám teológia és törvény két fő forrását. Fő tekintélye a Koránnak van, de a szunna az első eleven kommentár a Korán jelentéséről, ezért szinte fundamentuma a legtöbb muszlim életének.
A szunna definíciója: a Próféta „minden hagyománya és gyakorlata”, és a „minta, amelyet a muszlimoknak követni kell”. A szunnat al-nabí, a próféták példája a legapróbb részletekig szabályozza a muszlimok életét.
A szunniták onnan kapták a nevüket, hogy szerintük a szunnát ők követik a leghívebben. 
A síiták szintén elfogadják a szunna nagy részét, a hangsúlyt azonban az imám közösségirányító szerepére helyezik, és azzal gyanúsítják a szunnitákat, hogy háttérbe szorítják a síita hit és élet alapjául szolgáló hadíszokat.
Arról van írott hagyomány, hogy a Korán után ezt a második számú jogforrásnak tekinti az iszlám közösség, jóllehet a 20. században kialakultak olyan nézetek is, hogy csak a Koránt szabad felhasználni a saría (helyes út) meghatározására. 
A koranizmus elutasítja a Szunnát, és egyedül a Koránt tartja követendőnek.